# غيفن مكالوم
غيفن مكالوم (24 أغسطس 1987 بميسيساغا في كندا - ) هو لاعب كرة قدم كندي في مركز جناح ‏. شارك مع منتخب كندا تحت 20 سنة لكرة القدم ومنتخب كندا لكرة القدم. أما مع النوادي، فقد لعب مع إيستبورن بوروه وتونبريدج أنغلز ونادي بارنت ويوفل تاون ونادي هيرفورد ولينكولن سيتي أف سي ونادي تاموورث ونادي وكينغ ونادي كرولي تاون وهافانت أند ووترلوفيل وساتون يونايتد وDorchester Town F.C. ‏ ونادي ويموث.

## وصلات خارجية
- غيفن مكالوم على موقع قاعدة بيانات كرة القدم.إي يو (الإنجليزية)
- غيفن مكالوم على موقع Soccerbase.com (لاعب) (الإنجليزية)
- غيفن مكالوم على موقع Soccerway.com (الإنجليزية)